# Orges Shehi
Orges Shehi [orges šehi] (* 25. září 1977, Drač, Albánie) je bývalý albánský fotbalový brankář.

## Klubová kariéra
- KS Teuta Durrës (mládež)
- KS Teuta Durrës 1994–2004
- →  KF Bylis Ballsh (hostování) 1998–1999
- KF Vllaznia 2004–2005
- KF Partizani 2005–2009
- KS Besa Kavajë 2009–2010
- KF Skënderbeu Korçë 2010–2018

## Reprezentační kariéra
V A-mužstvu Albánie debutoval 17. 11. 2010 v přátelském utkání v Korçë proti týmu Makedonie (remíza 0:0).
Italský trenér albánského národního týmu Gianni De Biasi jej vzal na EURO 2016 ve Francii. Na evropský šampionát se Albánie kvalifikovala poprvé v historii.